# Mittelstreckenlauf

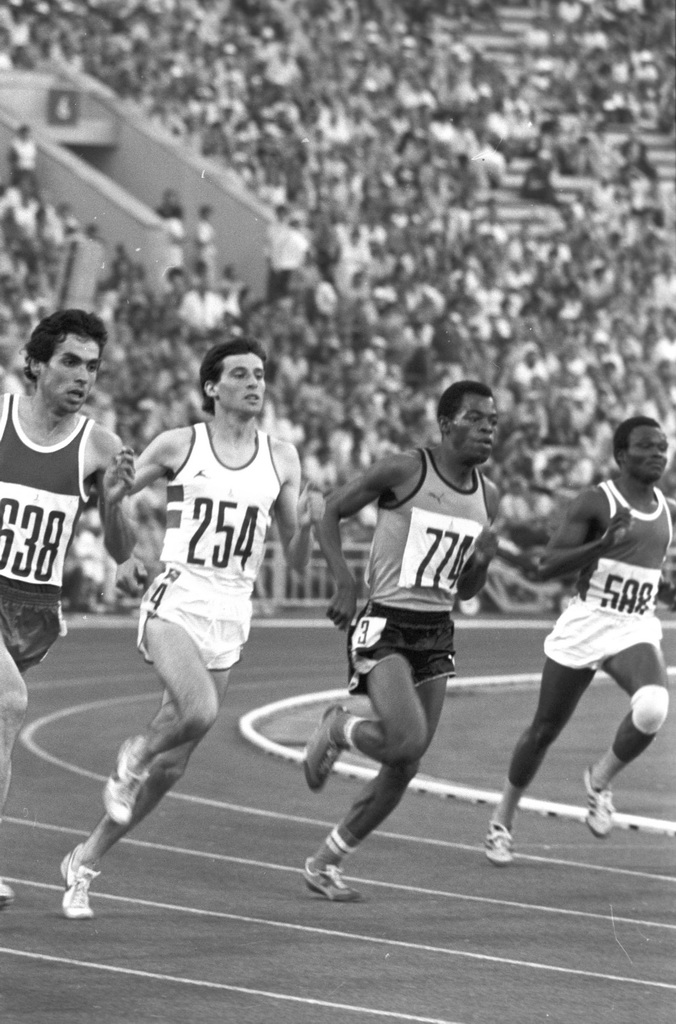
800-Meter-Lauf bei den Olympischen Spielen 1980 in Moskau; Sebastian Coe mit der Nr. 254

Mittelstrecken sind in der Leichtathletik die Laufstrecken von 800 Meter bis zur englischen Meile (1609,344 m). Auch andere, selten gelaufene Streckenlängen wie 600 oder 2000 Meter werden meist unter Mittelstrecken eingeordnet, um sie von Sprintstrecken und Langstrecken abzugrenzen. Die 3000-Meter-Strecke und der 3000-Meter-Hindernislauf werden in Statistiken gelegentlich den Mittelstrecken zugeordnet, sind aber genau genommen Langstrecken.
Bei Olympischen Spielen werden 800 und 1500 Meter gelaufen, bei den Männern bereits seit den ersten Spielen 1896. Für die Frauen war der 800-Meter-Lauf erstmals 1928 im Programm, wurde aber danach sofort wieder gestrichen, weil man die Strecke angesichts der Erschöpfung der Läuferinnen für unzumutbar lang hielt. Seit 1960 ist die Strecke wieder olympisch, und seit 1972 laufen die Frauen auch 1500 Meter bei Olympia. Einmal, 1908, waren Mittelstreckenläufer auch am Staffellauf beteiligt, als die olympische Staffel (400/200/200/800 m) gelaufen wurde.
Daneben sind auch Wettkämpfe über 1000 Meter und – hauptsächlich im angelsächsischen Raum – über eine Meile relativ häufig. Die Internationale Leichtathletik-Föderation registriert außerdem Weltrekorde über 2000 Meter sowie über die Staffelrennen 4-mal 800 und 4-mal 1500 Meter (nur Männer).

## Trainingsmethoden
Die Trainingsmethoden haben sich im Laufe der Entwicklung immer wieder geändert und verstanden die Mittelstrecken entweder als besonders langen Sprint oder eine besonders kurze Langstrecke (oder beides). Im Prinzip gibt es aber drei Trainingsmethoden, die man als Haupttrainingsmethoden bezeichnen kann: Intensives Intervalltraining, Dauerleistungstraining, Multi-Stufen-Training. Des Weiteren gibt es eine Reihe von Abwandlungen dieser Methoden.